# بابک خرمدین (کارگردان)
بابک خرمدین (۱۲ مهر ۱۳۵۳ – ۲۵ اردیبهشت ۱۴۰۰) کارگردان و فیلم‌نامه‌نویس ایرانی بود. آثار وی غالباً فیلم‌های کوتاه و بعضاً نیمه‌بلند یا بلند بودند. خرمدین سال‌ها در خارج از کشور بود و سپس به ایران بازگشت. در تهران استاد دانشگاه علمی و کاربردی در رشته کارگردانی سینما بود. وی در ۴۶ سالگی توسط والدینش به قتل رسید.

## آثار
از آثار بابک خرمدین می‌توان از بور بیجاده رنگ (۱۳۸۶)، سه شنبه: مامان (۱۳۸۸)، فیلم نیمه‌بلند داستانی روزن (کورسو) (۱۳۸۹) و فیلم کوتاه بودن (۱۳۹۶)، فیلم بلند داستانی سوگنامه‌ای برای یاشار (۱۳۹۲) ساخته‌شده در لندن، ساخت سه فیلم کوتاه داستانی به نام‌های برش (۱۳۸۳) نام برد.

## جوایز
خرمدین جایزهٔ بهترین فیلم کوتاه داستانی برای بور بیجاده رنگ در جشنوارهٔ بین‌المللی فیلم‌های انسان‌دوستانه (آسا) در سال ۱۳۸۸ دریافت کرده بود و آثارش کاندید (فیلمنامه، تصویر برداری، تدوین و صدا)، برندهٔ دیپلم افتخار بهترین کارگردانی برای فیلم بور بیجاده رنگ در پنجمین جشنوارهٔ بین‌المللی پروین اعتصامی در سال ۱۳۸۸، برندهٔ جایزهٔ بهترین کارگردانی و بهترین فیلمنامه و بهترین صدا برای فیلم بور بیجاده رنگ در ششمین جشنوارهٔ دانشجویی فیلم نهال (دانشگاه هنر) در سال ۱۳۸۸ و کاندید بهترین (تصویر برداری و تدوین) شده بودند.

## قتل

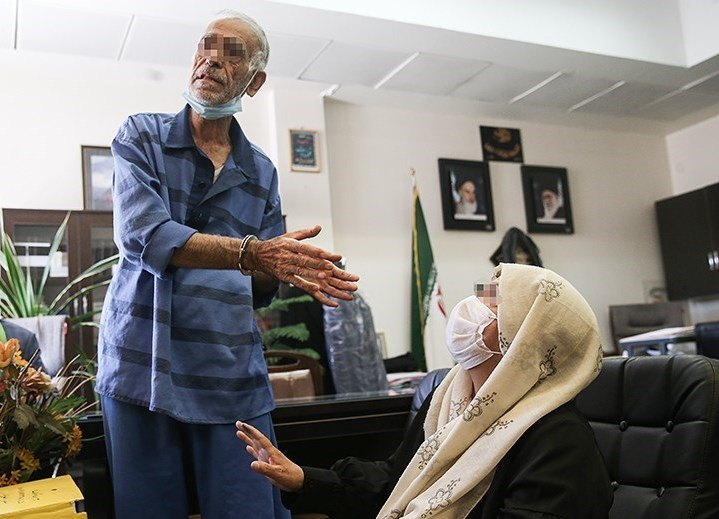
پدر و مادر بابک خرمدین در دادسرای جنایی

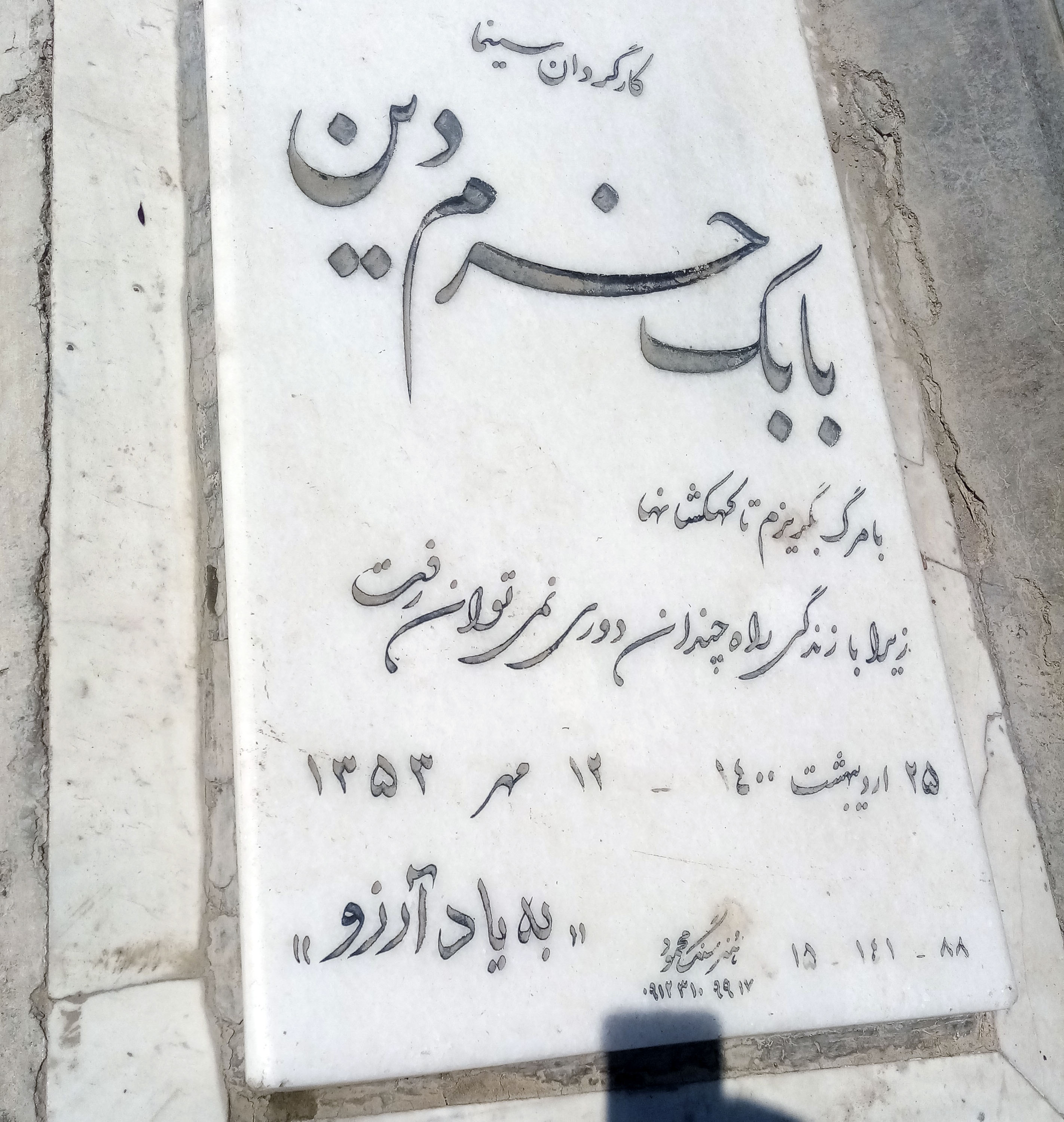
سنگ قبر بابک خرمدین که یادبود خواهرش آرزو (که هرگز جسدش پیدا نشد) نیز بر آن درج شده است.

بابک خرمدین در ۲۵ اردیبهشت ۱۴۰۰ به دست والدینش که بعداً معلوم شد قاتلین زنجیره‌ای هستند، در شهرک اکباتان تهران به قتل رسید. در ۲۶ اردیبهشت و پس از آن‌که بخش‌هایی از جسد مثله شدهٔ او توسط یک کارگر شهرداری در شهرک اکباتان پیدا شد، پلیس پدر و مادر خرمدین را بازداشت کرد و آن‌ها به قتل فرزندشان اعتراف کردند.
در ۲۷ اردیبهشت اکبر خرمدین (قاتل زنجیره‌ای و پدر مقتول) اعتراف کرد به‌همراه همسرش مواد بیهوش کننده به فرزندشان خورانده‌اند و پس از بیهوشی او، با بند کتانی پاهایش را بسته و یک بست پلاستیکی به گردنش انداخته و با چاقو چند ضربه به او زده‌اند. سپس جسد را به حمام خانه برده و پس از مثله کردنش تکه‌ها را در ۳ ساک دستی انداخته و حدود نیمه‌شب آن‌ها را در سطل زباله‌هایی در فاز ۳ اکباتان، آریاشهر و میدان صنعت رها کرده‌اند. اکبر خرمدین انگیزهٔ قتل پسرش را اذیت کردن‌ها و رفتار نامناسب مقتول با پدر و مادرش عنوان کرد. قاتل طی بازجویی‌ها، برای توجیه قتل مدعی شده بود که مقتول اقدام به آزار و اذیت و حتی ضرب و شتم آن‌ها می‌کرد و همچنین رابطه خارج از عرف با زنان داشت، درحالی که همسایه‌ها این ادعاها دربارهٔ اتهامات اخلاقی به مقتول را رد کردند.
پدر و مادر خرمدین بعداً اعتراف کردند که دامادشان فرامرز و دخترشان آرزو را نیز به ترتیب در سال‌های ۱۳۹۰ و ۱۳۹۷ با همان روش به قتل رسانده‌اند، تکه‌تکه کرده‌اند و اجسادشان را در سطل زباله انداخته‌اند. آن‌ها دلیل قتل دامادشان را «مشکلات اخلاقی» و دلیل قتل دخترشان را «مصرف مشروبات الکلی و مواد مخدر و ارتباط با افراد غریبه» عنوان کردند. قاتل در ادامه اعترافات خود دربارهٔ قتل دامادشان مدعی شد که او را با همکاری دخترش به قتل رسانده‌است. او گفت:
دخترم ۸۰ قرص خواب‌آور از قبل تهیه کرده بود که همه را داخل غذای شوهرش ریخت و وقتی فرامرز (مقتول و همسر آرزو) غذایش را خورد، بیهوش شد. بعد من او را کشتم و ۳ نفری جسد را به حمامِ خانه بردیم و در آنجا جسد را مثله کردیم و بقایای آن را همان شب در اطراف شهرک اکباتان انداختیم.

### اعترافات اولیه
ایران موسوی ثانی، مادر بابک خرمدین، پس از دستگیر شدن گفت:
از مرگ بچه‌هایم اصلاً ناراحت نیستم من با شوهرم دوتایی تصمیم به قتل می‌گرفتیم و شوهرم بسیار خوب و خوش‌رفتار است و بابک خرمدین او را کتک می‌زده و کارهایی می‌کرده‌است که شرم دارم بگویم و تصمیم به تسلیم کردن خودمان بعد از قتل بابک خرمدین داشتیم که دستگیر شدیم.
وی در برابر سوال مخفی کردن قتل های قبلی جواب داد: «نگفتیم دیگه!»

### اعترافات ثانویه
چند هفته بعد از اظهارات اولیه ایران موسوی، مبنی بر رفتار پسندیده همسرش با او، در ۷ تیر ۱۴۰۰ یک فایل صوتی از داخل زندان از وی منتشر شد. ایران موسوی در این فایل صوتی برخلاف سخنان اولیه‌اش مدعی تجاوز جنسی اکبر خرمدین به دخترشان، آرزو شد. او در این فایل صوتی تاکید کرد که به زور با این مرد ازدواج کرده و بارها قربانی خشونت و تجاوز از سوی او شده است.

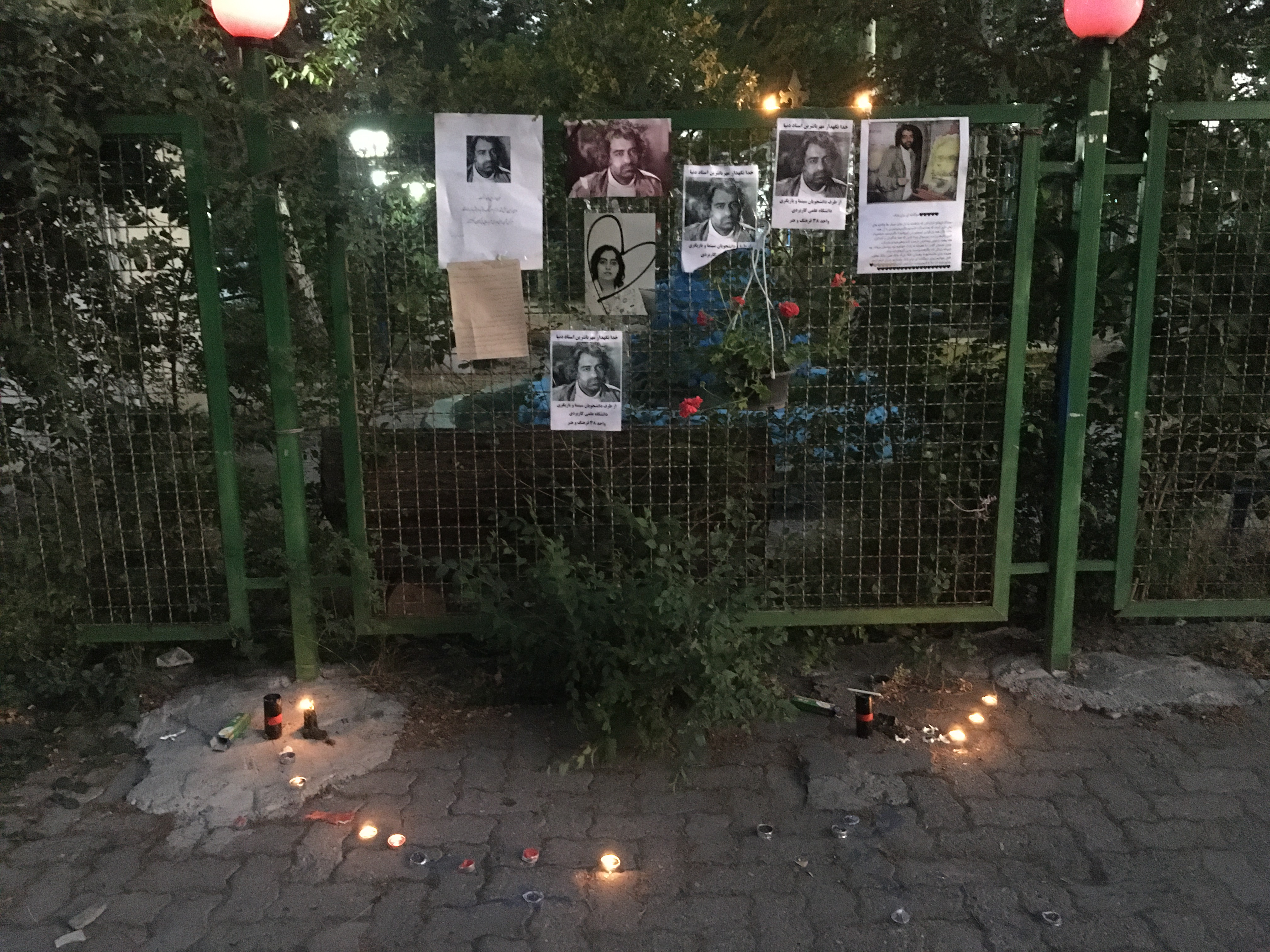
دیوار یادبود برای بابک خرمدین مقابل محل قتل در شهرک اکباتان

به گفتهٔ مقامات، یک روان‌پزشک سلامت روانی این دو نفر را تأیید کرده‌است. در واکنش به این سخنان، رئیس دفتر آسیب‌دیدگان اجتماعی بهزیستی گفت: «سالم بودن در پرونده‌های این‌چنینی به معنی این نیست که افراد از نظر روانی سالم هستند، بلکه به زبان جرم و جنایت منظور این است که جنون ندارند و مسئول رفتار خود می‌باشند، اما حتماً دچار اختلالات خاصی هستند.»
در تاریخ ۲۵ خرداد ۱۴۰۰ پزشک قانونی گفت پدر و مادر بابک خرمدین اختلال روانی داشته‌اند ولی بیماری پدر و مادر بابک به گونه‌ای نیست که مسئول اعمال خود نباشند. در این گزارش ذکر شده که پدر بابک دارای اختلال روانی و مادر او دچار کند ذهنی است.
در نهایت اکبر خرمدین در تاریخ ۳۰ آبان ۱۴۰۰ در زندان درگذشت و مادر او نیز از بابت اتهام مشارکت در قتل فرزندان خود، پس از تسلیم به رای دادگاه و کسر یک چهارم از محکومیت صادره، به ۳ سال و ۹ ماه حبس محکوم شد. در شهریور ۱۴۰۱ برخی مدعی شدند که او آزاد شده‌است اما بعد اعلام شد که در این زمان به مرخصی آمده‌است.

## حواشی و شایعات
در پی اخبار قتل بابک خرمدین، بر پایه اعترافات پدر او، مطالب و گمانه زنی‌هایی در فضای مجازی و شبکه‌های اجتماعی پیرامون شخصیت بابک درخصوص بد رفتاری او با والدینش دست به دست می‌شد. در این هنگام برخی از دوستان و همکاران وی من جمله برخی مدرسان دانشگاه و همکاران سینمایی او بیانیه ای را منتشر کردند. در این بیانیه آمده که «ما به عنوان همکاران دانشگاهی ایشان اعلام می‌کنیم شخصیتی که از بابک خرّم‌دین می‌شناختیم انسانی متین، مؤدب، بی‌حاشیه، منطقی و متعهد بود. ایشان فردی اندیشمند و مدرّسی مجرّب و بسیار محبوب بود لذا هرگز در اندیشه‌مان چنین تصویری که از وی ساخته شده، جای نمی‌گیرد. در واقع نمی‌توانیم بر اساس صحبت‌های پدر ایشان، باور کنیم که این مرد محجوب دانشگاه، آن هتّاک جفاپیشه خانه و خانواده باشد. آنانی که وی را در محیط خانواده می‌شناختند نیز این تصویر را مردود می‌انگارند. مگر او به عشق خانه و خانواده ترک غربت نکرد و به وطن بازنگشت؟ پس چگونه در مخیّله آدمی می‌گنجد که او برای آزار والدین‌اش رجعت کرده باشد؟»

## خاکسپاری
بخشی از پیکر کشف شدهٔ بابک خرمدین، ۶ خرداد ۱۴۰۰ در قطعهٔ هنرمندان بهشت زهرای تهران، در طبقه بالای آرامگاه هوشنگ گودرزی به خاک سپرده شد.